# Euclidia consors
Euclidia consors là một loài bướm đêm trong họ Erebidae.